# Hexapanopeus quinquedentatus
Hexapanopeus quinquedentatus är en kräftdjursart som beskrevs av M. J. Rathbun 1901. Hexapanopeus quinquedentatus ingår i släktet Hexapanopeus och familjen Panopeidae. Inga underarter finns listade i Catalogue of Life.